# کوه پیجن
کوه پیجن (به انگلیسی: Pigeon Peak) یک کوه در ایالات متحده آمریکا است که در کلرادو واقع شده‌است. کوه پیجن ۴٬۲۶۰٫۵۵ متر بالاتر از سطح دریا واقع شده‌است.